# Angelica Ljungquist
Angelica Ljungquvist, född 20 december 1974 i Danderyd, är en svensk volleyboll- och beachvolleybollspelare och -tränare.
Ljungqvist växte upp i Vallentuna och började spela volleyboll med Vallentuna VBK. Hon började sedan studera på Hawaii och spela med Hawaii Rainbow Wahines volleybollag. Där hade hon en framträdande roll och lyckades även bli vald in i All-American laget i volleyball under de fyra år hon studerade där  (en karriär liknande Anna Vorwerks några år tidigare).
Inomhus har hon spelat för Dayvit (1997/1998), Vakıfbank SK (1998/1999), PVF Matera (1999/2000) och åter 2004/2005), Figurella Firenze (2000/2001), CSI Clai Imola (2001/2002), Volley 2002 Forlì (2002/2003), RC Cannes (2003/2004 och åter 2005/2006) och Toyota Auto Body Queenseis (2006/2007)
 Hon utsågs till bästa blockare vid European Champions League 2005–2006 där hon nådde finalen med RC Cannes
Hon spelade 58 landskamper med Sveriges damlandslag i volleyboll under åren 1992–2006 samt ingick i beachvolleylandslaget 2002–2003 och 2007–2010 Tillsammans med Annika Granström vann hon beachvolley-SM två gånger. Efter sin aktiva karriär har hon varit tränare för både Vallentuna VBK och Hawaii Rainbow Wahines volleybollag.
Sedan 2023 är hon sportchef för svenska volleybollförbundet. Hon är utbildad jurist.